# Marble Hall
Marble Hall (englisch; deutsch wörtlich: „Marmorhalle“) ist eine Stadt in der südafrikanischen Provinz Limpopo. Sie ist Verwaltungssitz der Local Municipality Ephraim Mogale im Distrikt Sekhukhune.

## Geographie
2011 hatte Marble Hall gemäß Volkszählung 2687 Einwohner. Der Ort liegt rund 26 Kilometer nordwestlich von Groblersdal.

## Geschichte
1920 wurde am heutigen Ort bei den Farmen Marble Hall und Scherp Arabie ein Vorkommen entdeckt, das 15 Farbvarietäten eines Marmors aufweist. 1929 entstand die Marble Lime Company, deren Zweck der Abbau des Marmors im Tagebau war. 1942 wurde der heutige Ort gegründet, um als Wohnstätte der Arbeitskräfte der Marble Lime Mine zu dienen. Er hieß anfangs Marmerhol (Afrikaans für „Marmorloch“) und wurde in das ähnlich klingende Marble Hall umbenannt.
1994 kam Marble Hall zur Provinz Mpumalanga, wurde aber 2006 zusammen mit umliegenden Orten der Provinz Limpopo zugeschlagen.

## Wirtschaft und Verkehr
In Marble Hall wird weiterhin Marmor gewonnen. Das calcitisch-dolomitische Karbonatgestein besitzt weiße und hellgraue Tönung. Durch Anteile von Mineralen der Serpentingruppe kann es zu lebendigen Färbungen kommen, insbesondere sporadische dunkelgrüne Bänderungen. Die schneeweißen Sortierungen sind dem Parischen und Pentelischen Marmor ähnlich. Sie wurden zu Beginn des 20. Jahrhunderts im Land bei repräsentativen Bauwerken eingesetzt.
Außerdem ist die Stadt ein landwirtschaftliches Zentrum. In der Umgebung wird teilweise künstliche Bewässerung betrieben. Angebaut werden unter anderem Weizen, Baumwolle und Zitrusfrüchte.
Die National Route 11 führt etwa in Nordwest-Südost-Richtung durch die Stadt und verbindet Mokopane mit Groblersdal. Die R573 führt südwestwärts nach Siyabuswa. Südlich der Stadt liegt der Marble Hall Airport (ICAO-Code FAMI). Die Stadt ist Endpunkt einer im Güterverkehr bedienten Bahnstrecke, die zur westlich gelegenen Station Pienaarsrivier nördlich von Pretoria führt.